# Douvaine
Douvaine este o comună în departamentul Haute-Savoie din sud-estul Franței. În 2009 avea o populație de 4.876 de locuitori.

## Evoluția populației
| An        | 1975  | 1982  | 1990  | 1999  | 2006  | 2009  |
| --------- | ----- | ----- | ----- | ----- | ----- | ----- |
| Populație | 2.202 | 2.724 | 3.354 | 3.859 | 4.494 | 4.876 |